# Весь світ тільки для двох
«Весь світ тільки для двох» (фр. Tout le monde il en a deux, інша назва «Сексуальні вакханалії») — французький комедійний еротичний фільм 1974 року режисера Жана Роллена.

## Сюжет
Якийсь репортер краде фотознімки, які були зроблені в ході сексуальних оргій мадам Мальвіни. У відповідь на це двоє слуг Мальвіни мали викрасти сестру репортера Валері, однак помилково викрадають її подругу Софі.

## В ролях
- Жоелль Кер — Валері
- Марі-Франс Морель — Софі
- Бригіта де Боргез — Мальвіна
- Анні Белль — Бріжіт
- Жан-Поль Азі — Паул
- Аньє Лемерсьє — Дженні
- Віржіна Лу — Катаріна
- Марсель Рішар — Карл

## Версії фільму
Відомо кілька версій фільму, серед яких є 75-хвилинна американська і двогодинна порнографічна, в яку сцени натуралістичних сексуальних актів були додані пізніше. Компанія Synapse Films випустила версію, яка позиціювалася як найповніша (тривалість 106 хвилин).